# Brian Rushton
Brian William Eric Rushton (Sedgley, 21 ottobre 1943 – 29 ottobre 2023) è stato un calciatore inglese, di ruolo difensore.

## Carriera
Dopo aver giocato nelle giovanili del Birmingham City viene aggregato alla prima squadra del club, militante nella prima divisione inglese, nel 1960, all'età di 17 anni; di fatto il suo effettivo esordio avviene però solamente nella stagione 1962-1963, che è anche l'unica in cui gioca con una buona frequenza, disputando 9 partite nella prima divisione inglese e vincendo una Coppa di Lega (in cui gioca sia la semifinale di andata che quella di ritorno): dopo aver disputato altre 3 partite di campionato nella stagione 1963-1964 rimane infatti in rosa fino al termine della stagione 1966-1967 (disputata in seconda divisione, similmente alla stagione 1965-1966), senza però di fatto giocare ulteriori partite di campionato e giocando solo alcuni incontri nelle coppe nazionali inglesi, che lo portano ad un totale di 15 presenze in partite ufficiali in 7 anni di permanenza con il club. Nella stagione 1967-1968 gioca infine un'ultima stagione da professionista, disputando 3 partite nella quarta divisione inglese con il Notts County, per poi andare a chiudere la carriera nei semiprofessionisti dello Stourbridge.

## Palmarès

### Club

#### Competizioni nazionali
- Coppa di Lega inglese: 1

Birmingham City: 1962-1963